# Bryconops caudomaculatus
Bryconops caudomaculatus är en fiskart som först beskrevs av Günther, 1864.  Bryconops caudomaculatus ingår i släktet Bryconops och familjen Characidae. Inga underarter finns listade.